# دوو لانوس
دوو لانوس ( به انگلیسی: Daewoo Lanos) یک خودروی کامپکت  سدان است که توسط سازنده کره جنوبی دوو از سال ۱۹۹۷ تا ۲۰۰۲ تولید شد و پس از آن تحت قراردادهای لیسانس در کشورهای مختلف در سراسر جهان تولید شد.
این خودرو در کلاس خودرو کامپکت کوچک قرار گرفته، طول آن در حالت طبیعی ۴٬۰۷۴ میلیمتر (۱۶۰٫۴ اینچ) و عرض آن در حالت طبیعی ۱٬۶۷۸ میلیمتر (۶۶٫۱ اینچ) و ارتفاع آن در حالت طبیعی ۱٬۴۳۲ میلیمتر (۵۶٫۴ اینچ) است. سیستم جعبه‌دندهٔ آن ۴ دنده به دو صورت خودکار و دستی است.